# 로버트 루빈
로버트 루빈(Robert Rubin, 1938년 8월 29일~ )은 미국의 금융인이다. 1966년부터 1992년까지 골드만 삭스에서 일하며 회장을 역임하였으며, 이후 1993년부터 1995년까지 백악관 경제정책 보좌관, 1995년부터 1999년까지 재무장관을 지냈다. 2008년 미국 금융위기의 주범 중 한명이라는 비난을 받기도 한다.

## 생애
뉴욕 시에서 태어난 그는 마이애미 비치 고등학교를 졸업하고 하버드 대학교로 진학하여 1960년에 경제학 전공으로 수마 쿰 라우데(최우수) 졸업했다. 그후 그는 하버드 로스쿨에 입학하여 3일간 다니다가 견문을 넓히기 위해 학교를 영국 LSE로 유학을 갔다. 귀국한 후 예일 로스쿨에 입학하여 3년후 1964년 법학 학사(LL.B.) 학위를 취득하였다.
첫 직장으로는 뉴욕에 위치한 클리어리 고틀립 로펌에서 변호사로 일했다. 1966년에 그는 투자은행 골드만 삭스에 입사했고 1990년부터 1992년까지 공동 회장과 공동 수석파트너 자리를 역임했다. 1993년부터 1995년까지 빌 클린턴 정부의 경제자문위원회를 이끌었다. 1995년에는 재무장관으로 임명되었고 1999년에 로런스 서머스가 그의 자리를 이었다. 2007년부터 외교평의회(Council on Foreign Relations, CFR) 회장으로 활동하고 있다.